# Ignacy Olszański
Ignacy Olszański (ur. 28 stycznia 1883 w Olszanicy, zm. 16 września 1963 na terenie LSRR) – polski ksiądz katolicki, prałat papieski, działacz społeczny i polityczny, radny Wilna, poseł na Sejm Litwy Środkowej oraz na Sejm Ustawodawczy i Sejm I kadencji w II RP.  

## Życiorys
Był synem Wincentego i Franciszki z Olszewskich. W 1907 roku ukończył Wyższe Seminarium Duchowne św. Józefa w Wilnie. W 1911 roku uzyskał tytuł magistra teologii na Cesarskiej Rzymskokatolickiej Akademii Duchownej w Petersburgu. Studiował przez wiele lat we Fryburgu, Rzymie, Monachium, Londynie i Glasgow.
W 1911 roku otrzymał święcenia kapłańskie. Początkowo prowadził działalność duszpasterską wśród górników polskich w północnej Francji. Od 1913 roku był wikariuszem przy Katedrze w Wilnie. Podczas swojej posługi był opiekunem Stowarzyszenia Sług Katolickich pw. św Zyty i Stowarzyszenia Katolickich Robotników Polskich w Wilnie. Organizował również lokalny oddział Caritasu.
Podczas I wojny światowej działał w Polskim Towarzystwie Pomocy Ofiarom Wojny. Zakładał Kuchnie Ludowe, Towarzystwo Pomocy Armii Polskiej i Polski Biały Krzyż. W 1918 roku organizował Polski Związek Chrześcijańsko-Demokratyczny na Litwie i Centralny Związek Chrześcijańskich Związków Zawodowych Diecezji Wileńskiej.
W latach 1919–1927 sprawował mandat radnego Wilna. W 1922 roku został wybrany posłem na Sejm Litwy Środkowej z listy Polskiego Centralnego Komitetu Wyborczego w okręgu IX (Wilno - miasto). Był członkiem Zespołu Stronnictw i Ugrupowań Narodowych i pracował w komisji politycznej. W 1922 roku wszedł do Sejmu Ustawodawczego jako członek Delegacji Wileńskiej. Pracował w komisjach: administracyjnej i spraw zagranicznych. W 1922 roku uzyskał mandat poselski z listy nr 8 (ChZJN) w okręgu wyborczym nr 63 (Wilno). Pracował w komisji opieki społecznej i inwalidztwa. Był członkiem Rady Naczelnej i wiceprezesem Zarządu Głównego Polskiego Stronnictwa Chrześcijańskiej Demokracji.
Był rektorem kościoła św. Bartłomieja w Wilnie, a następnie do 1937 roku proboszczem parafii św. Franciszka Ksawerego w Grodnie i dziekanem miejscowego dekanatu. W 1937 roku przez krótki czas był duszpasterzem w kościele św. Krzyża w Wilnie. Od 1938 roku był proboszczem w parafii Łyntupy. Był sekretarzem generalnym diecezji wileńskiej ds. społecznych, a także sekretarzem generalnym Ligi Katolickiej, w 1930 przekształconej w Archidiecezjalny Instytut Akcji Katolickiej.
Podczas II wojny światowej współpracował z Armią Krajową na Wileńszczyźnie. Po wojnie pozostał na Litwie, gdzie zmarł w 1963 roku.